# S. Craig Zahler
Steven Craig Zahler (Miami, 23 de enero de 1973), más conocido como S. Craig Zahler, es un director de cine, guionista, escritor, músico y director de fotografía estadounidense.
Después de comenzar su carrera como director de fotografía, se centró en la escritura de guiones hasta que debutó como director con Bone Tomahawk (2015). Continuó con Brawl in Cell Block 99 (2017) y Dragged Across Concrete (2018), para las cuales escribió y compuso la música. También es autor de varias novelas.

## Primeros años
Nació en Miami, Florida, en una familia judía. Estudió cine en la Universidad de Nueva York.

## Carrera
A finales de la década de 1990, trabajó como director de fotografía para algunas producciones independientes. En 2011, su guion de Asylum Blackout, que había escrito durante sus años de universidad, se convierte en una película con el título de El incidente.
Escribió varias novelas de género, como wéstern, policíacas o de ciencia ficción. Su primera novela fue A Congregation of Jackals (2010), nominada para The Spur Award. En 2013 publicó su segunda novela, el wéstern Wraiths of the Broken Land (2013). En 2014 publicó otras dos novelas, Corpus Chrome, Inc. y Mean Business on North Ganson Street.
Con el pseudónimo «Czar», Zahler colaboró con su amigo Jeff Herriott (conocido como JH Halberd) en la composición y producción de canciones con la banda de heavy metal Realmbuilder, que tiene editados tres álbumes bajo el sello I Hate Records. Además, Zahler fue el baterista y coautor de las letras de la banda Charnel Valley. Los dos álbumes del grupo fueron producidos por Paragon Records.
En 2015 hizo su debut como director con el wéstern de terror Bone Tomahawk, protagonizado por Kurt Russell, Patrick Wilson, Matthew Fox y Richard Jenkins. La película ganó el premio como mejor director en el Festival de Cine de Sitges.
Su segunda película como director, Brawl in Cell Block 99, fue presentada fuera de competición en la 74.ª edición de la Mostra de Venecia.

## Vida privada
Aunque fue criado como judío, es ateo. Ha declarado que no está «impulsado políticamente» ni está «muy interesado» en la política, y cree en la idea de «el arte sobre la política».
Zahler no está casado y afirma que no tiene ningún interés en hacerlo.

## Filmografía
| Año  | Título                            | Director | Guionista | Compositor | Rotten Tomatoes |
| ---- | --------------------------------- | -------- | --------- | ---------- | --------------- |
| 2011 | The Incident / Asylum Blackout    |          | Sí        |            |                 |
| 2015 | Bone Tomahawk                     | Sí       | Sí        | Sí         | 91 %            |
| 2017 | Brawl in Cell Block 99            | Sí       | Sí        | Sí         | 90 %            |
| 2018 | Puppet Master: The Littlest Reich |          | Sí        |            | 70 %            |
| 2018 | Dragged Across Concrete           | Sí       | Sí        | Sí         | 76 %            |

## Novelas
- A Congregation of Jackals (2010)
- Wraiths of the Broken Land (2013)
- Corpus Chrome, Inc.  (2014)
- Mean Business on North Ganson Street (2014)

## Discografía
Como músico, Zahler ha utilizado el nombre artístico de Czar. En las bandas sonoras de películas y en proyectos con Binary Reptil usó su nombre real.
Charnel Valley (Czar y Worm)
- The Dark Archives (2005, Paragon Records)[11]
- The Igneous Race (2007, Paragon Records)[12]

Realmbuilder (Czar and JH Halberd)
- Summon the Stone Throwers (2009, I Hate Records)[13]
- Fortifications of the Pale Architect (2011, I Hate Records)[14]
- Blue Flame Cavalry (2013, I Hate Records)[15]

Jeff Herriott y S. Craig Zahler / Binary Reptile
- Bone Tomahawk (Original Motion Picture Soundtrack)  (2015, Lakeshore Records)
- Crawl into the Narrow Caves (2017, Lakeshore Records) (como Binary Reptile)
- Brawl in Cell Block 99 (Original Motion Picture Soundtrack)  (2017, Lakeshore Records)